# Čierne Pole
Čierne Pole jsou obec na Slovensku. Nacházejí se v Košickém kraji, v okrese Michalovce. Obec má rozlohu 5,17 km² a leží v nadmořské výšce 108 m. V roce 2011 v obci žilo 302 obyvatel.  První písemná zmínka o obci pochází z roku 1422. Je zde přírodní rezervace Ortov.